# 根管治疗术

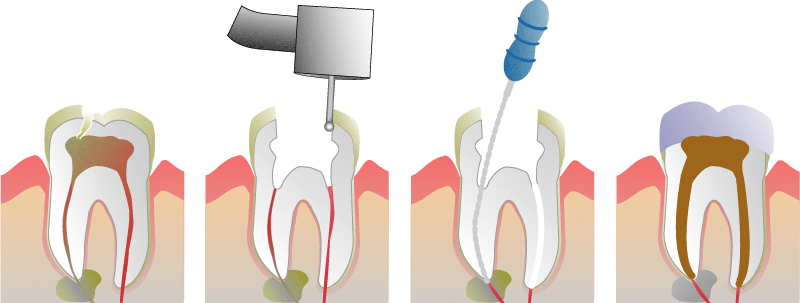
根管治疗的过程示意图

根管治疗术 (Root Canal Therapy)，又称牙髓治疗 (Endodontic Therapy)，一般較常聽到的俗稱為抽神經，粵語稱杜牙根，是牙醫學中治疗牙髓坏死和牙根感染的一种手术。對於已深入牙髓的蛀牙，由於牙髓已受到感染，通常不能只進行修復牙冠的一般補牙治療，但可透過移除壞死的牙髓，及填充移除牙髓後的根管，再修復牙冠，所以根管治療可盡量保留自然牙，因而与拔牙术互斥。

## 牙齿结构
牙齿中间空洞的部分包含称为牙髓的软组织。空洞上部宽阔，称为牙髓腔，下部有管状的根管，由之导出牙神经和营养神经的血管。人类一般每颗牙齿有1、2或4個根管，后部的牙齿根管較多。
如果蛀牙沒有及時處理，蛀牙的細菌會深入牙髓，導致牙髓发生感染，除会造成疼痛，可進而引發颌骨感染，最终牙齿因为牙神经的死亡而变得脆弱。由於牙髓受感染死亡後不能重生，所以必須把壞死的牙髓徹底移除，並要消毒殺菌，防止出現後續的感染，及以填充物將根管密封。

## 过程
1. 拍X射线照片，确定患处结构和手术方案。
2. 若活性牙髓，則會施以局部麻醉，若牙髓已壞死，則不一定，視患者需求。
3. 去除腐质并向牙髓腔扩展。
4. 打开牙髓腔，取出發炎或壞死的牙髓。
5. 用根管銼盡量去除感染源並扩大根管以利封填。
6. 用消毒液（例如次氯酸钠或3%过氧化氢）和生理盐水交替冲洗根管内部。
7. 用牙胶尖充填根管，盡量保持根管处于无菌封闭状态。
8. 視齒質損失的程度及牙位，使用樹脂、玻璃离子体（英语：Glass ionomer cement）、银汞等牙科材料充填牙齿的窩洞。
9. 由於牙齒被移除牙髓後會變得脆弱，一般須要加裝人造牙冠保護經過根管治療的牙齒，防止發生破裂。

## 優點
- 病理學上，牙髓炎以至於牙髓退化（又稱壞死），是人體免疫系統的正常反應。當牙齒開始蛀牙這個免疫系統的功能便開始展開。當牙髓最終撤離根管，其目的是要產生根尖發炎，來預防細菌或者其他物質穿過牙周組織進入血管。
- 根管治療的目的是在治療及預防根尖發炎，根尖不發炎，就能去除疼痛以及根尖炎所產生的其他症狀
- 根管治療也是一種牙齒填補的技術，就如同補牙或牙套，最終目的是要保存並維修牙齒。
- 根管治療的成功率超過90%，縱使失敗，大多數時候也是可以忍受，且根尖疾病因為是自體免疫系統的正常行為，此疾病不會擴散。

## 缺点
- 手术繁琐，療程一般要2至4次就诊才能完成。治療需時較長，每次需時一至兩小時。部分情況可以一次完成此治療，視乎牙齒根管結構是否複雜、牙根尖感染的程度、牙醫師的經驗等。
- 价格昂贵，例如在美国一颗牙齿的治療一般需要1,000美元，通常以根管的數量計算收費，臼齒有三至四支根管，所以收費較高，另加上牙冠则可达2,000美元。但相較起拔牙後所衍生的治療，根管治療還是相對便宜，且後續保養費用都比較低廉。
- 可能失败（如同任何醫療行為），但是專科醫師可以解決大多數的失敗問題。若擔心失敗，可以主動諮詢根管專科醫師。

## 根管重新治療
根管治療就如同任何補牙或做牙套，時間久，都會有可能需要重新填補，在有些特定狀況下，可能會需要根尖手術。根管治療所謂失敗，是指在一年內疼痛不消除，四年內根尖發炎沒有消除。但是絕大多數的根管治療牙齒在治療前就沒有根尖發炎，也就沒有失敗的問題。根管失敗，或者需要再次治療或根尖手術均是正常治療行為，不一定需要拔牙。
根管治疗迄今仍是牙髓和根尖周病的主要方法。因此人们非常关注根管治疗的疗效，尤其是一些经过高标准治疗仍然失败的原因一直深受医师的关注。究其原因归纳起来有以下几方面：
1. 牙齒內部構造因素，包括根尖分歧，未被發現的根管，根管中間的聯通空間，根尖分叉等；
2. 治疗过程中的医源性因素如未使用牙齒隔離罩（俗稱橡皮罩），牙齒側穿，未使用消毒藥水（全球目前統一使用次氯酸），牙冠部分尚有蛀牙或漏縫。
3. 極少數時候，當疾病放太久導致特定細菌種滋生到根尖外側，或者免疫系統失去調和能力而產生囊腫，或者有外物（舊的根管填充材料）被擠出牙齒。

更常見的狀況是牙齒斷裂。斷裂的原因有很多種
- 牙冠崩裂，這是指單一或多個面斷裂。導致的原因是因為牙醫在尋找根管時把牙齒鑽掉太多。新的技術是微創手術，儘量不切除牙齒但有效找到根管。可使用顯微鏡來幫助治療。牙齒被磨掉越多，就越容易斷裂。
- 牙齒斷裂到崩裂，這是指牙齒中間出現斷痕，主要原因來自咬合力以及使用年數（與年紀成正比，年紀越大斷裂機率越高），同時既有的補綴物（例如銀粉）也會增加斷裂機率。因為斷裂而需要根管治療，該類牙齒就比較容易因為斷痕延伸而失敗。在手術前，可以用牙周探針來先確認，若在術前便有不尋常的深牙間袋在牙齒的前側或候側，則裂痕很有可能已經進入到牙根，則此牙齒崩裂的風險提升。
- 牙根斷裂，這是根管治療專有的斷裂方式，主因未明，但跟根管擴大程度，填充時所使用的技術有關聯。此項有些牙醫常發生，有些牙醫從沒發生過，是一項與牙醫技巧相關的失敗方式。

目前对于根管失败的再治疗，首选仍是保守性根管治疗，絕大多數原因都是根尖擴大不足，根管填充未滿，或者沒找到全部根管。重新治療一般是由專科醫師執行，若能找到首次治療失敗的原因則成功率極高。若無法清除到根尖，則成功率極低。各大醫院通常都有牙髓科以及根管專科醫師，先進國家大多也都承認牙髓專科的證照。